# Waterlines
Waterlines je hudební album skupiny Excalion. Vydáno bylo v roce 2007.

## Seznam skladeb
1. "Wingman" – 3:57
2. "Life on Fire" – 4:13
3. "Losing Time" – 4:16
4. "Ivory Tower" – 3:49
5. "I Failed You" – 5:02
6. "Arriving As the Dark" – 3:27
7. "Streams of Madness" – 3:53
8. "Delta Sunrise" – 5:28
9. "Between the Lines" – 4:26
10. "Soaking Ground" – 6:30
11. "Yövartio" (Evropský bonus) – 3:25
12. "Access Denied" (Japonský bonus) – 3:46